# Термінологічний словник
Термінологічний словник —  один із різновидів лінгвістичного словника, в якому зібрано та систематизовано терміни й визначення певної галузі знання.
Призначення термінологічних словників – відображати понятійно-термінологічний апарат різних галузей науки й техніки та забезпечувати наукову, навчальну, виробничу діяльність. Термінологічний словник є найважливішим засобом опису тієї чи іншої терміносистеми.